# Metastelma parviflorum
Metastelma parviflorum là một loài thực vật có hoa trong họ La bố ma. Loài này được (Sw.) Schult. mô tả khoa học đầu tiên năm 1820.